# Halimeda (luna)
Halimeda (starogrško Αλιμήδη: Alimede) je Neptunov retrogradni nepravilni satelit.

## Odkritje in imenovanje
Luno Halimedo so odkrili M.Holman, JJ Kavelaars, T. Grav, W. Fraser in D. Milisavljevic 14. avgusta 2002
.
Takrat je dobila začasno ime S/2002 N 1. 
Uradno ime je dobila 3. februarja 2007 po eni izmed Nereid iz grške mitologije.

## Lastnosti
Tirnica lune Halimede ima izsrednost (ekscentričnost), ki je druga največja med lunami Neptuna. Ima tudi tretji največji naklon tirnice  v sistemu Neptuna

(glej diagram, na katerem so prikazani osnovni podatki tirnic nepravilnih Neptunovih satelitov).

Luna Halimeda ima okoli 62 km v premeru (če pri izračunu upoštevamo albedo 0,04). V vidnem delu spektra je siva (barvni indeks je B – V = 0,73 ; R – V = 0,35). 
 
Po barvi je podobna luni Nereidi. Ker je velika verjetnost, da je prišlo do trka z nekim drugim nebesnim telesom, to kaže na to, da je del lune Nereide .